# الحناية (المعافر)

تعديل مصدري - تعديل

الحناية هي إحدى قرى مديرية المعافر بمحافظة تعز اليمنية، بلغ تعداد سكانها 588 نسمة حسب التعداد السكاني في اليمن في 2004.